# 小行星6698
小行星6698（英語：6698 Malhotra）是一颗围绕太阳公转的小行星。1987年9月21日，愛德華·鮑威爾在可可尼诺县发现了此天体。
这颗小行星的绝对星等为52.90016等。